# مملكة بو يو
بيو (فيو بالصينية) هي مملكة كورية تقع أراضيها في وقتنا الحالي في منشوريا وكوريا الشمالية واستمرت من القرن الثاني قبل الميلاد إلى 494. استولت مملكة غوغوريو الشقيقة والمجاورة جميع أراضيها في سنة 494. كانت بايكتشي وغوغوريو، مملكتين من ممالك كوريا الثلاث، تدعيان أنهما خلف لهذه المملكة.
مع أن السجلات تفترق وتتناقض فيما بينها، إلا أن في سنة 86 قبل الميلاد كانت دونغبيو (بيو الشرقية) قد استقلت عما يعرف باسم بكبيو (بيو الشمالية). بالإضافة لهاتين المملكتين فهناك أيضاً جولبون بيو وهي دولة قبلية تواجدت في شمال شبه الجزيرة الكورية ومنشوريا. وفقاً لكتاب سامغك ساغي، فإن في سنة 504 ذكر مبعوث دفع الجزية أن ذهب بيو لا يمكن الحصول عليه بعد ذلك اليوم بسبب إبعاد بيو على يد المالغال وسومنا. كما يذكر أن الإمبراطور شيتشونغ تمنى أن تعود بيو إلى عظمتها السابقة. في سنة 538 بعد سقوط بيو بفترة طويلة، أعادت بايكتشي تسمية نفسها باسم نامبيو (بيو الجنوبية).
«بيو» قد يشير أيضاً إلى لقب عائلة في بايكتشي، كما قد يشير إلى محافظة بيو في كوريا الجنوبية.

## التاريخ

ممالك كوريا الثلاث البدائية سنة 1 بعد الميلاد.

### بك بيو

#### التاريخ القديم
مؤسس بيو على الأرجح كان دونغميونغ، والذي لم يكن له أي علاقة مع جمونغ مؤسس غوغوريو. بعد التأسيس أحضر هاي مو سو (解慕漱 | ابن السماء) البلاط الملكي إلى قصره الجديد وأعلنوه ملكاً. سمى هاي مو سو مملكته باسم «بيو» ليعلن أنه الخليفة الحقيقي لملوك بيو. تعرف هذه المملكة باسم «بك بيو» (بيو الشمالية).
يوصف جمونغ بأنه ابن هاي مو سو من السيدة يوهوا (柳花)، وهي ابنة هابايك (河伯).

#### التعرض للهجوم
في أوائل القرن الثالث، دعم غونغسن دو (أمير حرب صيني من لياودونغ) مملكة بيو للهجوم على شيانبي في الشمال وغوغوريو في الشرق. بعد تدمير أسرة غونغسن، أرسلت دولة تساو وي الصينية الشمالية، أرسلت غوانكيو جيان من أجل الهجوم على غوغوريو. رحبت بيو بفرقة من القوة المبعوثة بقيادة وانغ تشي، وهو الإداري الأكبر لقيادة شوانتو. هذا الأمر عرف الصين بمملكة بيو بشكل مفصل.
بعد ذلك تمزقت بيو بين القوى الكبرى وخربت خلال موجة تحرك بدو الشمال إلى الصين. في سنة 285 غزت قبيلة مورونغ من شيانبي بقيادة مورونغ هوي، غزت بيو مما دفع الملك وريو (依慮) للانتحار، وإعادة موقع البلاط إلى أوكجو. وبسبب علاقات الصداقة مع سلالة جن، فقد ساعد الإمبراطور وو، الملك ويرا (依羅) لإحياء بيو.
هجمات غوغوريو قبل سنة 347 تسببت بالمزيد من الضعف، وبسبب سقوط حصنها المنيع بالقرب هاربن فقد انتقلت بيو إلى الجنوب الغربي إلى نونغان. وحوالي نفس السنة، هوجمت بيو على يد مورونغ هوانغ من يان السابقة، وقبض على الملك هيون (玄).

#### السقوط
بعض المتبقين من بيو يبدو أنهم تواجدوا بالقرب من منطقة هاربن الحديثة، تحت سلطة غوغوريو. دفعت بيو الجزية إلى وي الشمالية في سنة 457، ولكن غير هذه المرة يبدو أنها كانت تحت سيطرة غوغوريو. في سنة 494 كانت بيو تحت هجوم ووجي الصاعدين (يعرفون باسم الموهي | 勿吉 | 물길)، وانتقل بلاط بيو إلى غوغوريو حيث استسلم.

### دونغ بيو
وفقاً لكتاب سامغك ساغي وسجلات أخرى، فإن مملكة دونغبيو (86 قبل الميلاد إلى 22 بعد الميلاد) تفرعت من بكبيو إلى الشرق بالقرب من أراضي أوكجو. بعد موت ملك بكبيو، صعد أخاه هاي برو إلى العرش وأصبح ملكاً.
وجد هايبرو طفلاً يشبه الضفدع الذهبي تحت صخرة كبيرة، حيث أخذ الطفل وسماه غموا وعينه ولياً للعهد.
أصبح غموا ملكاً وفاة والده. قابل غموا السيدة يوهوا، ابنة هابايك وأحضرها للقصر. تقول الأسطورة أن أشعة الشمس خصبتها ثم وضعت بيضة ذهبية. حاول غموا تدمير البيضة أكثر من مرة لكنه فشل وأعاد البيضة إلى يوهوا. فقس جمونغ من البيضة، وأنشأ مملكة غوغوريو فيما بعد. هرب جمونغ إلى جولبون بيو بعد محاولات عديدة لاغتياله على يد اخوته السبعة غير الأشقاء.
أصبح دايسو الابن الأكبر لغموا، ملكاً بعد وفاة والده. قام دايسو بالهجوم على غوغوريو خلال عهد الملك يوري ملك غوغوريو الثاني. في عهد الملك دايموشن ملك غوغوريو الثالث، قام دايموشن بالهجوم على دونغبيو وقتل دايسو. بعد صراع داخلي سقطت دونغبيو واستولت غوغوريو على أراضيها.
يذكر شاهد غوانغايتو أن دونغبيو كانت دولة تابعة لغوغوريو، حتى بعد فترة طويلة من تدميرها. بسبب اختلاف التسلسل الزمني بين الشاهد وكتاب سامغك ساغي، فإن المؤرخين يعتقدون أن دونغبيو المذكورة في الشاهد ما هي إلا حركة إحيائية لدونغبيو نشأت بالقرب من سنة 285.

### جولبون بيو
أشار العديد من المؤرخين في سجلاتهم إلى «جولبون بيو» (卒本夫餘 | 졸본부여) في إشارة إلى غوغوريو البدائية أو عاصمتها. في سنة 37 قبل الميلاد، أصبح جمونغ أول ملك لغوغوريو. احتل جمونغ ممالك أوكجو، ودونغ يي، وهاينغين، وسيطر على أجزاء من بيو وأراضي غوجوسون السابقة.

## الثقافة
كان شعب بيو مزارعين سيطروا على أكبر مساحة من السهول في منشوريا. أخلاقهم وأزياءهم سجلت في كتاب «سانغو تشي» («سجلات الممالك الثلاث»)، وهو كتاب صيني قديم. كما كان لهم بنية اجتماعية معقدة وسموا ألقاب المسؤولين على أسماء الحيوانات.

### اللغة
لغات بيو هي أسرة لغات افتراضية تتعلق ببيو ولغتي غوغوريو وبايكتشي، وربما وضعهم سوياً تحت الأسرة الألطية، بشكل افتراضي. وعلى العموم هذه الافتراضات غير مثبتة بعد. وفقاً للسجلات الصينية التاريخية، فإن لغة بيو قريبة من لغة غوغوريو، ولكنها تختلف بشكل جذري عن لغة شعب الموهي.
لغة بيو نفسها غير معروفة ما عدا بضعة كلمات صغيرة، ولكنها قد تكون قريبة من لغات غوجوسون، وغوغوريو، وأوكجو الشرقية.

## الإرث
في العقد الثالث من القرن العشرين، طور المؤرخ الصيني جن يوفو نموذجاً خطياً لشعب منشوريا وشمال كوريا من ممالك بيو وغوغوريو وبايكتشي وربطه بالكوريين الحاليين. تأثر بقية مؤرخي الصين من الشمال الشرقي بهذا النموذج. وعلى العموم فإن المؤرخين الصينيين القدماء والحاليين يميلون إلى التقليل من إنجازات ومساهمات الممالك المحيطة الموصوفة «بالبربرية». يمكن رؤية هذا في وقتنا الحالي في منشوريا، حيث أن أي موقع أثري يضم نشاطات لغوغوريو مغلق في وجه العلماء الكوريين وهذا شبيه بالمقابر الأربعة أو الستة الإمبراطورية من العصر الحديدي في اليابان، والتي يمكن لها أن توضح تأثير بايكتشي على التاريخ الياباني المبكر، إلا أنها مغلقة.
اعتبرت غوغوريو وبايكتشي نفسيهما خلفاً لبيو. يعتقد بأن الملك أونجو مؤسس بايكتشي، هو ابن الملك دونغميونغسونغ مؤسس غوغوريو. قامت بايكتشي بتغيير اسمها إلى نامبيو (남부여 | 南夫餘 | بيو الجنوبية) بشكل رسمي في سنة 538.

## وصلات خارجية
- موسوعة بريتانيكا.
- بك بيو.
- بيو.